# Opening Night (Glee)
Opening Night je sedmnáctá epizoda amerického hudebního televizního seriálu Glee a v celkovém pořadí stá pátá epizoda tohoto seriálu. Napsal ji Michael Hitchcock, režíroval ji Eric Stoltz a poprvé se vysílala ve Spojených státech dne 22. dubna 2014 na televizním kanálu Fox. V epizodě vidíme premiéru Rachel Berry (Lea Michele) v roli Fanny Brice v muzikálu Funny Girl na Broadwayi, je zde použit i archivní záznam Finna Hudsona (Cory Monteith).

## Obsah epizody
Koná se Rachelina (Lea Michele) oficiální premiéra v broadwayském muzikálu Funny Girl a přijde ji navštívit mnoha bývalých spolužáků a přátel, včetně Willa Schuestera (Matthew Morrison), Sue Sylvester (Jane Lynch), Santany Lopez (Naya Rivera) a Tiny Cohen-Chang (Jenna Ushkowitz).

## Seznam písní
- „Lovefool“
- „N.Y.C.“
- „I'm the Greatest Star“
- „Who Are You Now?“
- „Pumpin' Blood“

## Hrají
| Jacob Artist     | Jake Puckerman      |
| Melissa Benoist  | Marley Rose         |
| Chris Colfer     | Kurt Hummel         |
| Darren Criss     | Blaine Anderson     |
| Blake Jenner     | Ryder Lynn          |
| Jane Lynch       | Sue Sylvester       |
| Kevin McHale     | Artie Abrams        |
| Lea Michele      | Rachel Berry        |
| Matthew Morrison | William Schuester   |
| Alex Newell      | Wade "Unique" Adams |
| Chord Overstreet | Sam Evans           |
| Naya Rivera      | Santana Lopez       |
| Becca Tobin      | Kitty Wilde         |
| Jenna Ushkowitz  | Tina Cohen-Chang    |

## O epizodě
Epizodu napsal vedoucí producent seriálu Michael Hitchcock a režíroval ji Eric Stoltz. Natáčení začalo v polovině března.
Mezi vedlejší postavy, které se objevily v této epizodě, patří nadějná zpěvačka Mercedes Jones (Amber Riley), bývalí studenti na McKinleyově střední, Becky Jackson (Lauren Potter), Jacob Ben Israel (Josh Sussman) a Dave Karofsky (Max Adler), producent Funny Girl Sidney Greene (Michael Lerner), televizní hlasatelé Rod Remington (Bill A. Jones) a Andrea (Earlene Davis).
Pět písní z epizody bylo vydáno na pětistopém extended play s názvem Glee: The Music, Opening Night. Jedná se o „Lovefool“ od The Cardigans v podání Ley Michele, „I'm the Greatest Star“ z Funny Girl v podání Ley Michele, „N.Y.C.“ z Annie v podání Jane Lynch a Matthewa Morrisona, „Who Are You Now?“z Funny Girl v podání Ley Michele a Jane Lynch, „Pumpin Blood“ od NONONO v podání Ley Michele, Nayi Rivery a Amber Riley.